# Église Saint-Étienne de Beaugency
Pour les articles homonymes, voir Église Saint-Étienne.
L’église Saint-Étienne est une église française située à Beaugency dans le département du Loiret et la région Centre-Val de Loire.

## Géographie
L'édifice est situé sur la place du Martroi de la commune de Beaugency, sur la rive droite de la Loire, dans le périmètre du Val de Loire inscrit au patrimoine mondial de l'UNESCO.
Cette église de la paroisse de Beaugency est rattachée au doyenné Val-Ouest, à la zone pastorale Val de Loire et Sologne, au diocèse d'Orléans et à la province ecclésiastique de Tours.

## Histoire
Les origines du bâtiment remontent au XIe siècle.
Fondée dans le deuxième tiers du XIe siècle, l’édifice, devenu prieuré, est placé sous la dépendance de la puissante Abbaye de la Trinité de Vendôme.
Précieux témoignage de l’art roman, l’église du Saint-Sépulcre prend le nom de Saint-Etienne au XVIe siècle. Restaurée en 1999, l’église Saint-Etienne a désormais vocation de centre culturel.
L'édifice est classé au titre des monuments historiques sur la liste des monuments historiques de 1840.
L'église est désaffectée le 18 avril 1914.

## Pour approfondir